# Польо а ла браса
Польо а ла браса (исп. pollo a la brasa, также pollo asado), «курица-гриль», «курица на углях», также «курица по-перуански» — это разновидность курицы-гриль в кухне Перу.
Рецепт был разработан в Перу в 1950-х годах швейцарскими иммигрантами.
Первоначально его употребляли только в элитных ресторанах (с 1950-х по 1970-е годы), но позже это блюдо стало широко доступным. Первоначальная версия состояла из курицы (приготовленной на вертеле на углях и приправленной только солью), которую подавали с картофелем фри и традиционно ели руками, хотя сегодня для ее приготовления используются дополнительные специи, и люди могут есть ее столовыми приборами по желанию. Его почти всегда подают со сливочными соусами (на основе майонеза) и чаще всего с сальсой (соусом), известной как ахи. В современных рецептах курицу часто зажаривают в духовом шкафу или на электрическом гриле.
Pollo a la brasa теперь можно найти в закусочных по всему миру, и оно считается основным блюдом в меню перуанских ресторанов фьюжн. Считается национальным блюдом Перу; при этом перуанцы потребляют его в среднем три раза в месяц, а рестораны с курицей-гриль составляют 40% индустрии быстрого питания в стране.

## История
Блюдо было разработано швейцарцем Роджером Шулером, проживающим в Чаклакайо в Лиме, примерно в 1950 году. Шулер был гражданином Швейцарии, которому было трудно вернуться на родину во время Второй мировой войны, и после переездов в Чили и Перу, он поселился в Лиме, и работал в отелях и ресторанах. Он разработал особый метод приготовления курицы, наблюдая за техникой приготовления его повара, и постепенно вместе со своими деловыми партнерами усовершенствовал рецепт, открыв ресторан Granja Azul в Санта-Клара, район Ате, в Лиме. Вскоре он получил большой заказ на кейтеринг, и стремясь приготовить больший объем еды за более короткое время, разыскал своего товарища-иммигранта из Швейцарии, Франца Ульриха, слесаря, который разработал тип печи-гриля, обеспечивающей высокую производительность обжарки кур, и назвал её «Эль ротомбо» (El rotombo).
Хотя изначальный рецепт включал только соль в качестве приправы, сегодня ингредиенты обычно это розмарин, дикие бархатцы, чёрный перец, соевый соус, чеснок, перуанский красный перец и тмин. Семья Шулер по-прежнему владеет Granja Azul и рядом других ресторанов по всему Перу, а Ульрих продолжил производить печи для гриля.